# Topless

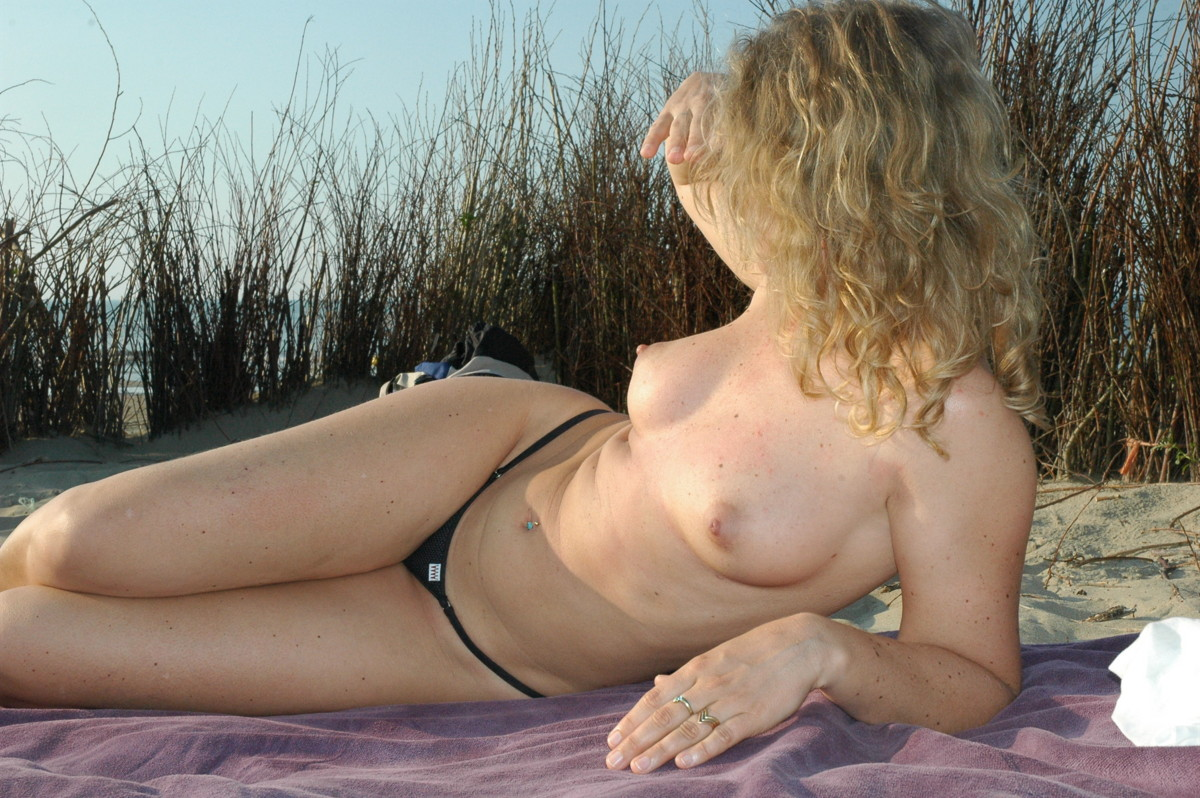
Kobieta w stroju topless na plaży

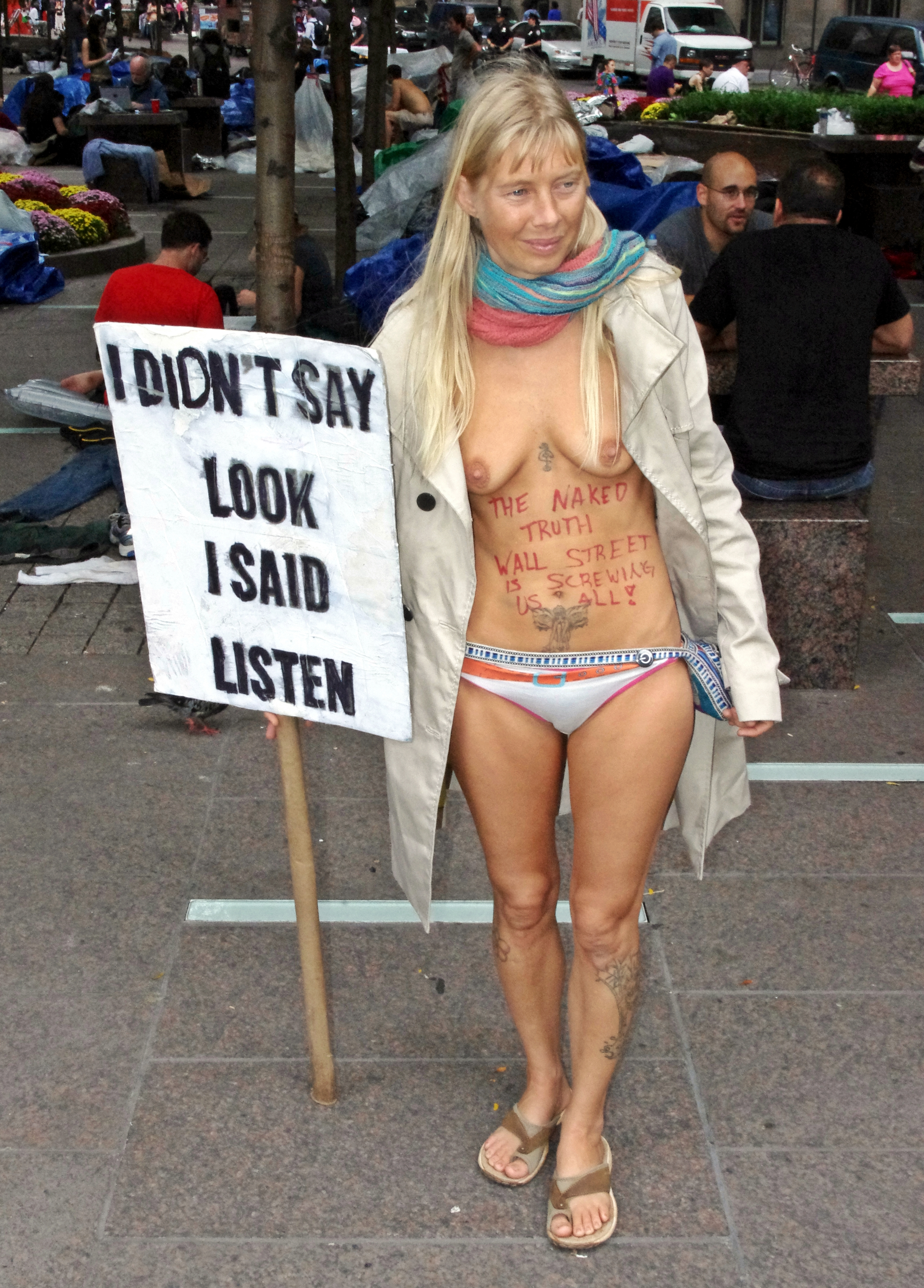
Kobieta w stroju topless podczas demonstracji Okupuj Wall Street, Nowy Jork, wrzesień 2011

Topless (ang. top „górna część”, less „bez”) porównaj culotte seule (fr. culotte „majteczki”, seule „jedynie”: tylko majteczki) – określenie oznaczające odzież niezakrywającą piersi u dojrzałych płciowo kobiet. Jest używane jako nazwa kostiumu plażowego składającego się tylko z majtek lub pareo, a także w odniesieniu do lokali, w których damska obsługa pracuje z obnażonymi piersiami (bary topless, myjnie samochodowe topless, salony fryzjerskie topless itp.).
Ponieważ mężczyźni odsłaniają tors zdecydowanie częściej, w stosunku do nich stosuje się wyrażenie „rozebrany do pasa” lub „z obnażonym torsem” (ang. stripped to the waist lub barechested).
Na wzór wyrazu „topless” utworzono neologizm „bottomless” (z ang. „bez dołu”) oznaczającą „strój” osoby tak bez górnej, jak i dolnej części kostiumu bikini, czyli całkowicie nagiej. Wytworzyło się także pojęcie bottomless w odniesieniu do zakrytych piersi, bez odzieży poniżej talii.

## Znaczenie kulturowe

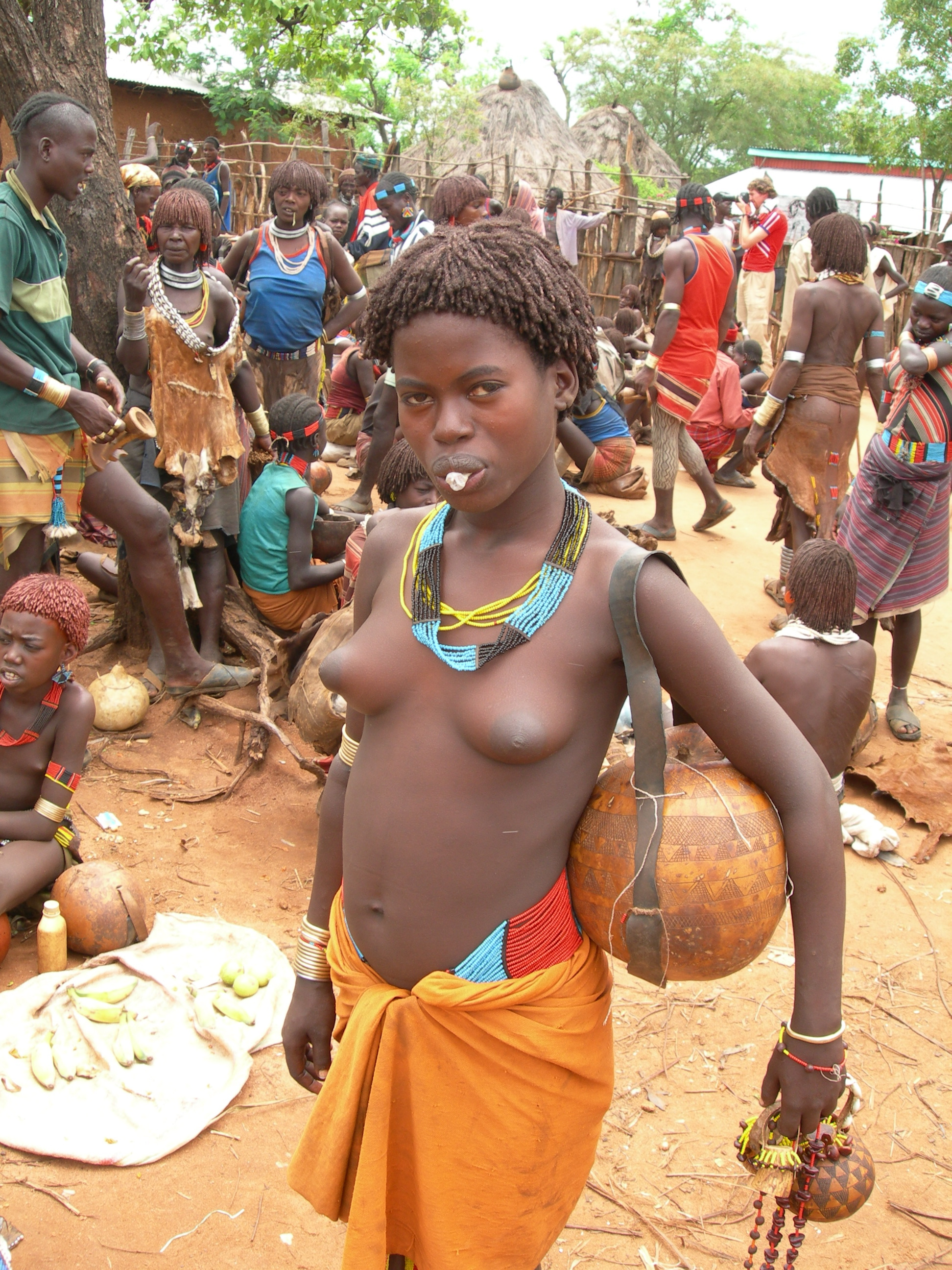
Dziewczyna w południowej Etiopii

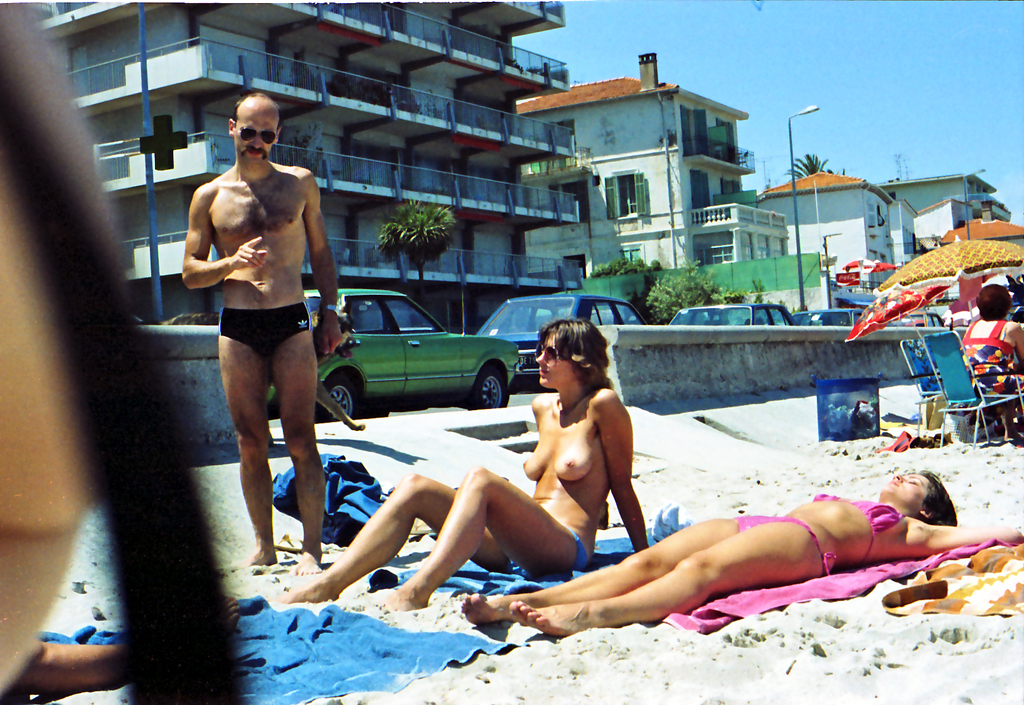
Plaża w Cannes

Ubiór nieosłaniający górnej części ciała jest popularny w społecznościach żyjących w ciepłym i wilgotnym klimacie, w wielu kulturach widok kobiecych piersi nie jest obciążony żadnym stygmatem i nie ciągnie za sobą żadnych podtekstów seksualnych.
Dziś w niektórych kulturach uznawane jest za sygnał seksualny i zachowanie wyzywające (najczęściej z wyjątkiem karmienia piersią).
W krajach zachodnich topless jest jedną z oznak wyzwolenia obyczajowego i nowoczesności. Często stosowane jest przez uczestniczki różnego rodzaju demonstracji (np. Femen), ale nie jest ściagane przez policję i nie jest karane więzieniem tak jak całkowita nagość obnażająca genitalia i nie będąca akceptowana społecznie. Władze niektórych kurortów – w Polsce np. Ustki – zachęcają wręcz do opalania się topless na plażach w celu przyciągnięcia turystów.

## Uwarunkowania prawne
W wielu krajach – zwłaszcza islamskich – opalanie się topless jest zakazane, na przykład w Kenii czy w Egipcie. Prawnie dopuszczone jest natomiast w wielu krajach Europy i w niektórych stanach Australii, choć tylko w wyznaczonych miejscach (najczęściej na plażach).
W Stanach Zjednoczonych działa ruch na rzecz zalegalizowana toplesu pod nazwą topfreedom. Jego głównym argumentem jest to, że prawo zezwala mężczyznom na przebywanie w miejscach publicznych z obnażoną klatką piersiową (dopiero od 1936 roku). Topless jest tolerowane na plaży w South Beach, dzielnicy Miami Beach oraz na plażach Kalifornii.
W 1992 roku Sąd Apelacyjny w Nowym Jorku doprowadził do zmiany prawa, które już zezwala kobietom na przebywanie w tym mieście topless jeśli nie biorą udziału w przedsięwzięciu komercyjnym. Wcześniej prawo do niekompletnego ubioru miały tylko kobiety karmiące. Prawo do stroju topless wykorzystywane jest w Nowym Jorku bardzo często przez kobiety w każdym wieku w celu wypoczynku na świeżym powietrzu, głównie w parkach i nad wodą.
W Polsce w lutym 2009 roku sąd uniewinnił dwie szczecinianki, które w maju 2008 roku opalały się topless na jednym z kąpielisk. Wcześniej kobiety przegrały proces w sądzie pierwszej instancji.